# 남구만
남구만(南九萬, 1629년 ~ 1711년)은 조선의 문신이자 정치가이다. 숙종 때의 소론의 거두이다. 본관은 의령(宜寧), 자는 운로(雲路), 호는 약천(藥泉), 미재(美齋)이며, 시호는 문충(文忠)이다. 10대조 남재는 개국공신이며 8대조 남지는 문종 때 좌의정이다. 오달제의 처조카이다. 개그맨이자 방송인 남희석이 남구만의 직계 11대손이다. 남구만은 문장과 서화에 뛰어났다.
1680년(숙종 6년) 보사원종공신 1등(保社原從功臣一等)에 책록되었다. 김익희, 이경여, 송준길의 문인이다.

## 생애
충청남도 홍성의 결성(結城)에 살다가 서울로 올라와 김익희, 이경여, 송준길 등의 문하에서 글을 배웠다. 효종 때에 문과에 급제하여 1657년 정언이 되었다. 1664년 당시 중전이었던 현종비 명성왕후의 백부 김좌명을 탄핵하였다가 파직되어 3년 뒤인 1667년 승지로 복직되었다. 연이어 이조참판, 형조참판, 대사성 등을 지냈다. 이후 형조판서, 도승지, 부제학 등을 지냈다. 1679년(숙종 5) 한성부 좌윤을 지냈다. 당시 정권을 잡고 있던 윤휴가 소나무를 사사로이 베어 집을 지은 사실과 허적의 서자 허견의 비리 등 남인들의 횡포를 상소하였다가 오히려 거제도와 남해로 유배되었다. 1680년, 경신환국으로 남인이 몰락하자 도승지로 조정에 복귀해 대제학, 병조판서 등을 지냈다. 1680년(숙종 6년) 보사원종공신 1등(保社原從功臣一等)에 책록되었다. 이후 우의정, 좌의정을 거쳐 영의정까지 지냈다.
1683년 서인이 노론과 소론으로 분열되자 소론의 영수가 되었다. 1694년 갑술환국이 일어나자 노론에 맞서 희빈 장씨를 두둔하였고 장씨가 인현왕후의 제거를 위해 장희재와 주고받은 언문 편지로 인해 장희재가 위기에 몰렸을 때에도 세자의 외숙임을 생각해 그의 목숨을 살리는데 일조하였다. 이로 인해 남구만은 서인 강경파인 노론을 비롯한 유생들의 공격을 받게 되었고 1701년 무고의 옥에 연루되어 파직되었다. 이후 고향으로 돌아가서 조용히 일생을 보내다 83세에 죽었으며, 숙종의 묘정에 배향되었다.

## 저서
《약천집(藥泉集)》

## 작품
동창이 밝았느냐 노고지리 우지진다
소치는 아이는 상기 아니 일었느냐
재 너머 사래 긴 밭을 언제 갈려 하느니
— 《청구영언》

## 가족관계[1]
- 증조부 : 남타(南柁)
  - 할아버지 : 남식(南烒)
    - 아버지 : 남일성(南一星)
    - 아머니 : 권씨 - 권엽(權曗)의 딸 
      - 여동생 : 박세당에게 출가
        - 생질 : 박태보

      - 적실 : 동래 정씨(東萊鄭氏)
        - 딸 : 의령 남씨 - 조태상에게 출가
        - 장남 : 남학명(南鶴鳴)
        - 자부 : 전주 이씨 - 이민서의 딸
        - 자부 : 경주 이씨 - 이항복의 증손녀이다. 이시현의 딸이다.
          - 손자 : 남극관

      - 측실 : 신원미상
        - 서자 : 남학성(南鶴聲)
        - 서자 : 남학청(南鶴淸)
        - 서자 : 남학정(南鶴貞)
        - 서녀 : 의령 남씨 - 이대곤에게 출가

    - 숙부 : 남이성(南二星)
      - 사촌여동생 : 의령 남씨 - 민진장(민정중의 외아들, 인현왕후의 사촌오빠)에게 출가

    - 고모 : 오달제에게 출가

## 관련 작품

### 드라마
- 1988년 MBC 드라마 《인현왕후》 배우:한인수
- 1995년 SBS 드라마 《장희빈》 배우:한인수
- 2002년~2003년 KBS2 드라마 《장희빈》 배우:최상훈
- 2012년 tvN 드라마 《인현왕후의 남자》

## 관련 문화재
- 공주 쌍수정 사적비 - 충청남도 유형문화재 제35호

## 같이 보기
- 조선 숙종
- 인현왕후
- 숙빈 최씨
- 영빈 김씨
- 송시열
- 김수항
- 민유중
- 민정중
- 민진후
- 민진원
- 김만중
- 최석정
- 김춘택
- 김석주
- 남극관